# Kolowratshöhle
Die Kolowratshöhle (auch Kolowrathöhle) ist eine Höhle im Untersberg in den Berchtesgadener Alpen auf dem Gebiet der Gemeinde Grödig. Sie wurde nach Graf Franz Anton von Kolowrat-Liebsteinsky benannt.

## Beschreibung
Bereits im 19. Jahrhundert wurde die Eishöhle erforscht. Die Eisfläche in der Eingangshalle an der Nordseite des Untersbergsmassivs wurde sogar zum Eislaufen genutzt, ist aber immer weiter abgeschmolzen, nachdem der Höhleneingang vergrößert worden war.

Beobachtung des Abschmelzens von Eiskegeln über den Sommer 1876 von Eberhard Fugger
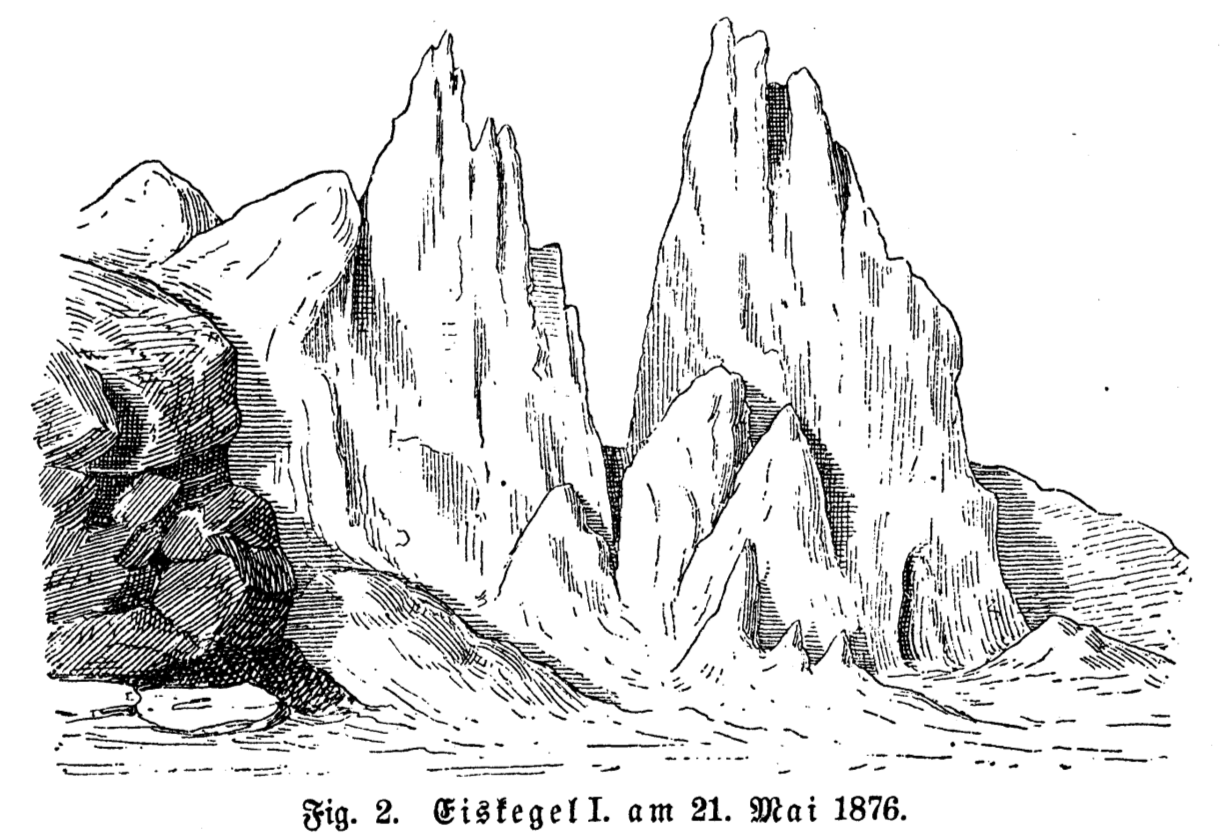
Zustand am 21. Mai 1876 (Eiskegel sind über den Winter aus Tropfwasser entstanden)
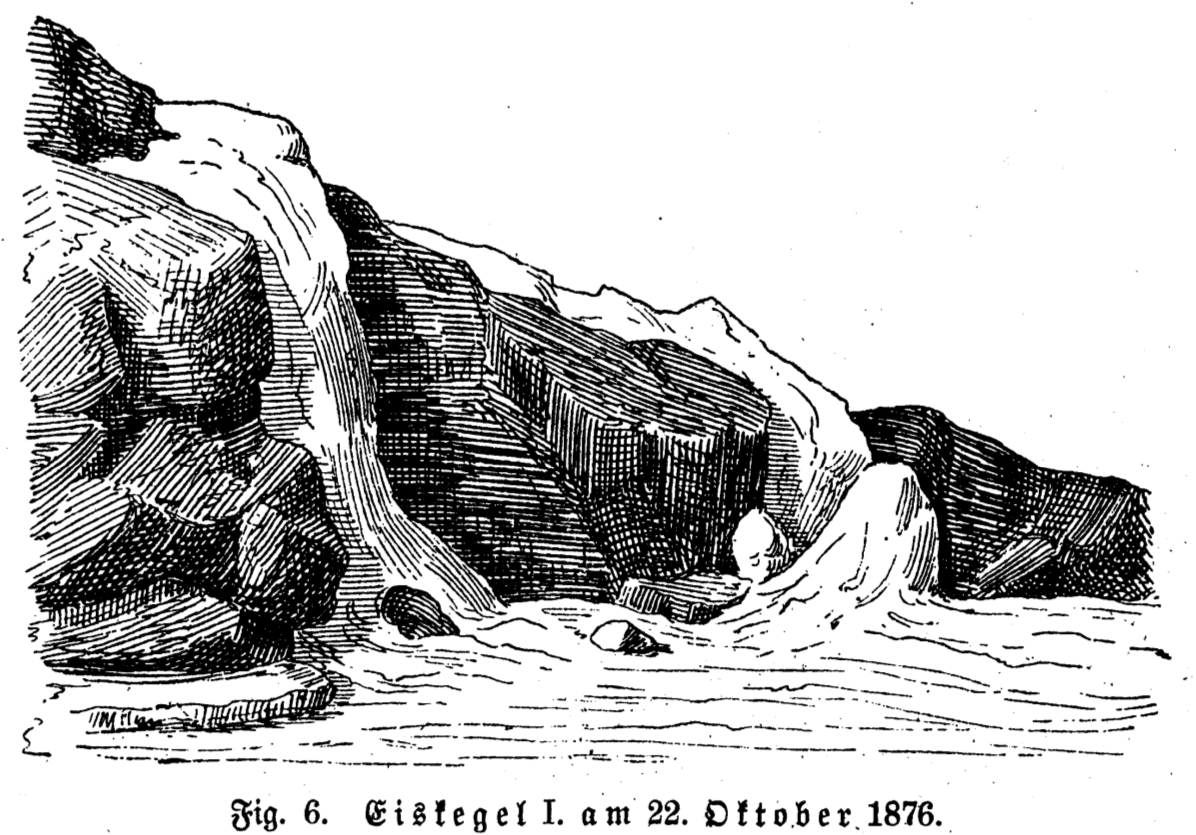
Zustand der gleichen Stelle am 22. Oktober 1876 (Abschmelzen des Eiskegels über die Sommermonate)

Seit 1979 ist die Verbindung mit den Gamslöchern bekannt (Gamslöcher-Kolowrat-Höhlensystem), seit 2004 mit dem Salzburgerschacht (Gamslöcher-Kolowrat-Salzburgerschacht-System). Das Höhlensystem wurde bisher auf einer Gesamtlänge von 38 Kilometern bis in mehr als 1100 Meter Tiefe erforscht. Es wird vermutet, dass die Kolowratshöhle gemeinsam mit der Riesending-Schachthöhle und den Windlöchern ein mindestens 70 Kilometer langes, den gesamten Berg durchziehendes Höhlensystem bildet, die Verbindungshöhlen dürften jedoch größtenteils unter Wasser stehen. Die Entwässerung erfolgt vermutlich über die Fürstenbrunner Quellhöhle.

## Trivia
Gustav Freiherr von Lerchenfeld, bayerischer Politiker und vormaliger Präsident der Kammer der Abgeordneten, starb 1866 an den Folgen eines Sturzes in der Höhle.